# Temporada 1980-81 de los Utah Jazz
La temporada 1980-81 fue la séptima de los Jazz en la NBA, y la segunda en su nueva ubicación en Salt Lake City, tras cinco temporadas en Nueva Orleans. La temporada regular acabó con 28 victorias y 54 derrotas, ocupando el undécimo puesto de la Conferencia Oeste, no logrando clasificarse para los playoffs.

## Elecciones en elDraft
| Ronda | Puesto | Jugador          | Posición | Nacionalidad   | Universidad |
| ----- | ------ | ---------------- | -------- | -------------- | ----------- |
| 1     | 2      | Darrell Griffith | Escolta  | Estados Unidos | Louisville  |
| 1     | 19     | John Duren       | Base     | Estados Unidos | Georgetown  |

## Temporada regular
| División Medio Oeste | División Medio Oeste | División Medio Oeste | División Medio Oeste | División Medio Oeste | División Medio Oeste | División Medio Oeste | División Medio Oeste | División Medio Oeste |
| Equipo               | G                    | P                    | %                    | PD                   | Casa                 | Fuera                | Div                  |                      |
| -------------------- | -------------------- | -------------------- | -------------------- | -------------------- | -------------------- | -------------------- | -------------------- | -------------------- |
| y-San Antonio Spurs  | 52                   | 30                   | .634                 | –                    | 34–7                 | 18–23                | 21–9                 |                      |
| x-Kansas City Kings  | 40                   | 42                   | .488                 | 12.0                 | 24–17                | 16–25                | 19–11                |                      |
| x-Houston Rockets    | 40                   | 42                   | .488                 | 12.0                 | 25–16                | 15–26                | 19–11                |                      |
| Denver Nuggets       | 37                   | 45                   | .451                 | 15.0                 | 23–18                | 14–27                | 13–17                |                      |
| Utah Jazz            | 28                   | 54                   | .341                 | 24.0                 | 20–21                | 8–33                 | 13–17                |                      |
| Dallas Mavericks     | 15                   | 67                   | .183                 | 37.0                 | 11–30                | 4–37                 | 5–25                 |                      |

## Estadísticas
| Rk | Jugador          | Edad | P  | PT | MP   | TC   | TCI  | %TC  | T3  | T3I | %T3  | TL  | TLI | %TL  | RO  | RD  | RT  | AS  | RB  | TAP | BP  | FP  | PTS  |
| -- | ---------------- | ---- | -- | -- | ---- | ---- | ---- | ---- | --- | --- | ---- | --- | --- | ---- | --- | --- | --- | --- | --- | --- | --- | --- | ---- |
| 1  | Adrian Dantley   | 25   | 80 |    | 42.7 | 11.4 | 20.3 | .559 | 0.0 | 0.1 | .286 | 7.9 | 9.8 | .806 | 2.4 | 4.0 | 6.4 | 4.0 | 1.4 | 0.2 | 3.5 | 3.1 | 30.7 |
| 2  | Darrell Griffith | 22   | 81 |    | 35.4 | 8.8  | 19.1 | .464 | 0.1 | 0.6 | .192 | 2.8 | 4.0 | .716 | 1.0 | 2.6 | 3.6 | 2.4 | 1.3 | 0.5 | 2.9 | 2.7 | 20.6 |
| 3  | Ben Poquette     | 25   | 82 |    | 34.2 | 4.0  | 7.5  | .528 | 0.0 | 0.1 | .500 | 1.5 | 2.0 | .778 | 2.0 | 5.7 | 7.7 | 2.0 | 0.8 | 2.1 | 1.5 | 4.2 | 9.5  |
| 4  | Billy McKinney   | 25   | 35 |    | 29.5 | 3.5  | 6.7  | .532 | 0.0 | 0.1 | .500 | 1.3 | 1.4 | .917 | 0.3 | 1.8 | 2.1 | 4.5 | 1.1 | 0.1 | 2.0 | 3.1 | 8.4  |
| 5  | Rickey Green     | 26   | 47 |    | 27.8 | 3.7  | 7.8  | .481 | 0.0 | 0.0 | .000 | 1.5 | 2.1 | .722 | 0.6 | 1.8 | 2.5 | 5.0 | 1.6 | 0.0 | 1.8 | 2.6 | 9.0  |
| 6  | Allan Bristow    | 29   | 82 |    | 24.4 | 3.3  | 7.5  | .444 | 0.1 | 0.2 | .278 | 2.0 | 2.4 | .838 | 1.3 | 4.0 | 5.2 | 4.7 | 0.8 | 0.0 | 2.1 | 2.3 | 8.7  |
| 7  | James Hardy      | 24   | 23 |    | 22.1 | 2.3  | 4.8  | .468 | 0.0 | 0.0 |      | 0.5 | 0.9 | .550 | 1.7 | 4.1 | 5.8 | 1.6 | 0.9 | 0.9 | 1.0 | 2.5 | 5.0  |
| 8  | Ron Boone        | 34   | 52 |    | 22.0 | 3.1  | 7.1  | .431 | 0.2 | 0.8 | .282 | 1.4 | 1.8 | .798 | 0.3 | 1.3 | 1.6 | 3.1 | 0.6 | 0.2 | 2.1 | 2.4 | 7.8  |
| 9  | Wayne Cooper     | 24   | 71 |    | 20.0 | 3.0  | 6.6  | .452 | 0.0 | 0.0 | .333 | 0.9 | 1.3 | .689 | 2.3 | 3.9 | 6.2 | 0.7 | 0.3 | 0.7 | 1.1 | 3.1 | 6.9  |
| 10 | Jeff Wilkins     | 25   | 56 |    | 18.9 | 2.1  | 4.6  | .450 | 0.0 | 0.0 |      | 0.5 | 0.7 | .675 | 1.1 | 3.8 | 4.9 | 0.7 | 0.6 | 0.8 | 1.1 | 3.0 | 4.7  |
| 11 | Carl Nicks       | 22   | 40 |    | 15.4 | 2.7  | 5.3  | .510 | 0.0 | 0.1 | .000 | 0.9 | 1.7 | .537 | 0.6 | 0.9 | 1.5 | 1.7 | 0.8 | 0.0 | 1.3 | 2.2 | 6.3  |
| 12 | John Duren       | 22   | 40 |    | 11.5 | 0.8  | 2.5  | .327 | 0.0 | 0.0 | .000 | 0.1 | 0.2 | .556 | 0.2 | 0.7 | 0.9 | 1.4 | 0.5 | 0.1 | 0.9 | 1.4 | 1.8  |
| 13 | Mel Bennett      | 26   | 28 |    | 11.2 | 0.9  | 2.1  | .433 | 0.0 | 0.1 | .000 | 1.9 | 2.9 | .654 | 1.2 | 2.1 | 3.3 | 0.5 | 0.1 | 0.4 | 1.1 | 2.0 | 3.8  |
| 14 | Jeff Judkins     | 24   | 62 |    | 10.7 | 1.5  | 3.5  | .426 | 0.1 | 0.5 | .321 | 0.7 | 0.8 | .882 | 0.5 | 1.0 | 1.5 | 1.0 | 0.3 | 0.0 | 0.5 | 1.4 | 3.8  |
| 15 | Brett Vroman     | 25   | 11 |    | 8.5  | 0.9  | 2.5  | .370 | 0.0 | 0.1 | .000 | 1.3 | 1.7 | .737 | 0.6 | 1.6 | 2.3 | 0.8 | 0.5 | 0.5 | 0.8 | 2.4 | 3.1  |
| 16 | Dick Miller      | 22   | 3  |    | 6.3  | 0.7  | 1.0  | .667 | 0.0 | 0.0 |      | 0.0 | 0.0 |      | 0.3 | 0.7 | 1.0 | 0.3 | 0.3 | 0.0 | 1.3 | 1.0 | 1.3  |

## Galardones y récords
| Jugador          | Galardón                                                     |
| Adrian Dantley   | 2.º Mejor quinteto de la NBA All-Star                        |
| Darrell Griffith | Rookie del Año de la NBA Mejor quinteto de rookies de la NBA |